# Marcelo Larrondo
Marcelo Alejandro Larrondo Páez (Tunuyán, 16 agosto 1988) è un ex calciatore argentino con cittadinanza cilena, di ruolo attaccante.

## Biografia
Coinvolto nell'inchiesta del calcioscommesse, il 26 luglio 2012 viene deferito dal procuratore federale Stefano Palazzi per illecito sportivo in merito alla partita Novara-Siena del 30 aprile 2011.
Il 1º agosto patteggiando ottiene una squalifica pari a 3 mesi e 20 giorni con un'ammenda di 30 000 euro (reato derubricato su richiesta della Procura Federale da illecito sportivo a omessa denuncia).

## Caratteristiche tecniche
È una prima punta molto abile di testa e dotato di una discreta tecnica. È bravo anche nel far reparto da solo e nel far salire la squadra.

## Carriera

### Club

#### Gli inizi
Inizia la carriera nello Club Fernández Alvarez. Quindi, si trasferì a Desamparados, con cui vince nel 2006 il Torneo Argentino A.
Nel giugno 2007 viene acquistato dal River Plate, con il quale partecipa nel 2008 al Torneo di Viareggio dove mette a segno 4 reti in tre partite; non scende invece mai in campo con la prima squadra.

#### Siena
Nell'estate 2008 viene ingaggiato dal Siena che lo fa giocare nella propria formazione Primavera, con cui arriva a disputare la finale Scudetto del Campionato Primavera 2008-2009, dopo aver segnato una doppietta nei quarti di finale. Scende in campo per la prima volta in Serie A con la casacca bianconera il 1º novembre 2009 in occasione del pareggio interno 1-1 contro la Lazio.
Il 12 novembre successivo mette a segno la rete del definitivo 2-0 nella vittoria senese contro il Grosseto in Coppa Italia. Segna il suo primo gol in Serie A il 21 marzo 2010 in Siena-Bologna terminata 1-0. In seguito alla retrocessione, esordisce in Serie B il 21 agosto 2010 nella gara contro il Pescara pareggiata per 1-1. Firma il suo primo gol nella serie cadetta una settimana dopo nella gara vinta dal Siena per 2-1 contro la Reggina realizzando il definitivo vantaggio bianconero. Al termine della stagione cadetta, nella quale segna 6 reti in 27 incontri, conquista la promozione in Serie A e rimane nella rosa senese anche in massima serie. Nella stagione 2011-2012, segna il suo primo gol in campionato su rigore il 7 aprile 2012 contro l'Atalanta.

#### Fiorentina
Il 18 gennaio 2013 viene acquistato dalla Fiorentina in prestito oneroso per 300 000 euro con diritto di riscatto della metà fissato a 1 milione. Esordisce in maglia viola il 3 febbraio nella gara di campionato Fiorentina-Parma 2-0 entrando al 79' al posto di Luca Toni. Segna il suo primo gol in maglia viola il 3 marzo siglando con un colpo di testa la rete decisiva nella gara di campionato Fiorentina-Chievo 2-1. Il 13 aprile 2013 si ripete contro l'Atalanta, mettendo segno il goal del definitivo 2-0. A fine stagione, torna al Siena.

#### Torino
Il 30 luglio 2013 viene acquistato in comproprietà dal Torino, società con cui firma un contratto triennale con opzione per un quarto anno. Esordisce con la maglia granata il 17 agosto seguente nella partita di Coppa Italia Torino-Pescara (1-2). Il 14 settembre durante la partita contro il Milan subisce un gravissimo infortunio al piede che lo terrà fuori quasi tutta la stagione. Segna il primo goal con il Torino l'ultima giornata di campionato contro la sua ex squadra, la Fiorentina, partita poi finita 2 a 2. Il 20 giugno 2014 il cartellino del giocatore viene acquisito interamente dalla società granata.
Il 31 luglio 2014 realizza due reti nella partita dei preliminari di Europa League contro il Brommapojkarna.

#### Il ritorno in Argentina
Il 23 gennaio 2015 viene ceduto in prestito con diritto di riscatto al Tigre. Il 23 luglio 2016 viene acquistato a titolo definitivo dal River Plate. In due anni, però, scenderà in campo per sole 11 volte segnando un solo gol.
Il 23 luglio 2018, sarà ceduto in prestito annuale al Defensa y Justicia, ma anche qui, l'esperienza sarà fallimentare, anche più di quella precedente: in una stagione, scenderà in campo per sole 8 volte, segnando una sola rete.
Esperienza in Cile
Il 16 gennaio 2019, si trasferirà in Cile, firmando per l'Unión La Calera con un prestito annuale. Durante la sua permanenza, riuscirà a risollevarsi dopo le annate difficili, riuscendo ad andare a segno 4 volte in 17 presenze.
Ennesimo ritorno in Argentina con il Tigre
Il 20 gennaio 2020, sarà acquistato da svincolato dal Tigre, dopo aver rescisso il proprio contratto con il River Plate. La sua esperienza, però, è a dir poco altalenante perché, in 6 mesi di permanenza, scenderà in campo per sole 5 volte segnando un solo gol.
Ritorno in Cile
Il 23 ottobre 2020, firmerà gratuitamente per l'O'Higgins, tornando così in Cile. Durante la sua permanenza, in due anni, totalizzerà 39 presenze segnando 13 reti, tenendo anche a mente dei vari infortuni subiti nel corso delle stagioni.
Il 25 febbraio 2022, firmerà in scadenza di contratto per l'Audax Italiano. La sua esperienza, però, durerà solamente un mese senza mai scendere in campo, perché, il 16 marzo successivo, il suo contratto con la società cilena sarà risolto, rimanendo svincolato.

### Nazionale
Nato in Argentina da padre cileno e madre argentina, nel marzo 2016 viene convocato per la prima volta nella nazionale cilena, per le partite di qualificazione al campionato mondiale del 2018.

## Statistiche

### Presenze e reti nei club
Statistiche aggiornate al 2 aprile 2017.
| Stagione               | Squadra                | Campionato             | Campionato | Campionato | Coppe nazionali | Coppe nazionali | Coppe nazionali | Coppe continentali | Coppe continentali | Coppe continentali | Altre coppe | Altre coppe | Altre coppe | Totale | Totale |
| Stagione               | Squadra                | Comp                   | Pres       | Reti       | Comp            | Pres            | Reti            | Comp               | Pres               | Reti               | Comp        | Pres        | Reti        | Pres   | Reti   |
| ---------------------- | ---------------------- | ---------------------- | ---------- | ---------- | --------------- | --------------- | --------------- | ------------------ | ------------------ | ------------------ | ----------- | ----------- | ----------- | ------ | ------ |
| 2006-2007              | Desamparados           | A                      | 18         | 6          | -               | -               | -               | -                  | -                  | -                  | -           | -           | -           | 18     | 6      |
| 2007-2008              | River Plate            | PD                     | 0          | 0          | -               | -               | -               | CL                 | -                  | -                  | -           | -           | -           | 0      | 0      |
| 2008                   | Progreso               | SD                     | 9          | 1          | -               | -               | -               | -                  | -                  | -                  | -           | -           | -           | 9      | 1      |
| 2008-2009              | Siena                  | A                      | 0          | 0          | CI              | -               | -               | -                  | -                  | -                  | -           | -           | -           | 0      | 0      |
| 2009-2010              | Siena                  | A                      | 15         | 1          | CI              | 2               | 1               | -                  | -                  | -                  | -           | -           | -           | 17     | 2      |
| 2010-2011              | Siena                  | B                      | 27         | 6          | CI              | 2               | 0               | -                  | -                  | -                  | -           | -           | -           | 29     | 6      |
| 2011-2012              | Siena                  | A                      | 14         | 1          | CI              | 4               | 0               | -                  | -                  | -                  | -           | -           | -           | 18     | 1      |
| 2012-gen. 2013         | Siena                  | A                      | 3          | 0          | CI              | 1               | 0               | -                  | -                  | -                  | -           | -           | -           | 4      | 0      |
| Totale Siena           | Totale Siena           | Totale Siena           | 59         | 8          |                 | 9               | 1               |                    | -                  | -                  |             | -           | -           | 68     | 9      |
| gen.-giu. 2013         | Fiorentina             | A                      | 7          | 2          | CI              | -               | -               | -                  | -                  | -                  | -           | -           | -           | 7      | 2      |
| 2013-2014              | Torino                 | A                      | 5          | 1          | CI              | 1               | 0               | -                  | -                  | -                  | -           | -           | -           | 6      | 1      |
| 2014-gen. 2015         | Torino                 | A                      | 5          | 0          | CI              | -               | -               | UEL                | 6                  | 2                  | -           | -           | -           | 11     | 2      |
| Totale Torino          | Totale Torino          | Totale Torino          | 10         | 1          |                 | 1               | 0               |                    | 6                  | 2                  |             | -           | -           | 17     | 3      |
| 2015                   | Tigre                  | PD                     | 13         | 3          | CA              | -               | -               | -                  | -                  | -                  | -           | -           | -           | 13     | 3      |
| lug. 2015              | Rosario Central        | PD                     | 10         | 6          | CA              | 4               | 0               | -                  | -                  | -                  | -           | -           | -           | 14     | 6      |
| 2016                   | Rosario Central        | PD                     | 6          | 4          | CA              | 0               | 0               | CL                 | 1                  | 1                  | -           | -           | -           | 7      | 5      |
| Totale Rosario Central | Totale Rosario Central | Totale Rosario Central | 16         | 10         |                 | 4               | 0               |                    | 1                  | 1                  |             | -           | -           | 21     | 11     |
| 2016-2017              | River Plate            | PD                     | 6          | 0          | CA              | 0               | 0               | CL                 | 0                  | 0                  | RS          | 0           | 0           | 6      | 0      |
| Totale River Plate     | Totale River Plate     | Totale River Plate     | 6          | 0          |                 | 0               | 0               |                    | 0                  | 0                  |             | 0           | 0           | 6      | 0      |
| Totale carriera        | Totale carriera        | Totale carriera        | 138        | 31         |                 | 14              | 1               |                    | 7                  | 3                  |             | 0           | 0           | 159    | 35     |

## Palmarès

### Club

#### Competizioni nazionali
- Torneo Argentino A: 1

Sportivo Desamparados: Apertura 2006

#### Competizioni internazionali
- Recopa Sudamericana: 1

River Plate: 2016